# 芸術の原理
『芸術の原理』（げいじゅつのげんり、英: The Principles of Art）とは1938年に発表されたイギリスの哲学者ロビン・ジョージ・コリングウッド(R.G.Collingwood)による芸術の研究である。

## 概要
1889年にイギリスで生まれたコリングウッドはオックスフォード大学で学び、1930年代における実証主義の考えが支配的な時代であったにもかかわらず、形而上学の教育に取り組んだ哲学者であった。本書『芸術の原理』はそれまでの芸術のあり方を批判的に検討しながら、美を明らかにすることを狙ったコリングウッドの美学的な研究である。章立ては序論、芸術と技術、芸術と再現、魔術としての芸術、娯楽としての芸術、本来の芸術1、本来の芸術2、考えることと感じること、感覚と想像力、想像力と意識、言語、言語としての芸術、芸術と真理、芸術家と共同体、そしてむすび、以上の15章から成り立っている
コリングウッドの立論の起点は本来のあり方を外れた擬似芸術に覆われ、また擬似芸術を支持するような芸術観が知られている当時の芸術状況にあった。コリングウッドはそもそも美学の理論とは美の概念それ自体ではなくむしろ芸術を対象とした理論の体系であると位置づけている。なぜならば、美学者の関心は形而上学的な対象ではなく、自身をとりまく場所や時間にあるためである。だからこそコリングウッドは自身が置かれている芸術の状況の何が問題であるのかを明確化した上で、その解決策を本著で模索している。
コリングウッドが指摘する擬似芸術には二つの類型化が可能であり、それは人生のための芸術である魔術芸術と芸術のための芸術である娯楽芸術という類型である。魔術芸術とは芸術がもたらすさまざまな感情の刺激によって人々を実際の政治や商業などの実際的な狙いを持つ活動へと仕向ける種類の芸術と定義される。魔術芸術は例えば教会のための芸術や軍楽などを含む概念である。また娯楽芸術とは逆に実際的な狙いがない活動へと仕向ける単に感情を高揚させるだけの芸術である。娯楽芸術の概念はその定義に基づけばさまざまな大衆芸術を含んでいる。
ヨーロッパの美術史ではこの魔術芸術と娯楽芸術が拮抗してきたとコリングウッドは概括し、真の芸術がその両方から脅威に晒されてきたと考えた。本来の芸術とは魔術や娯楽から分離された上で表現的で想像上のもの、ある種の言語であることを主張する。